# NGC 6070
NGC 6070 ist eine Spiralgalaxie vom Hubble-Typ Sc im Sternbild Schlange nördlich der Ekliptik. Sie ist schätzungsweise 92 Millionen Lichtjahre von der Milchstraße entfernt und hat einen Durchmesser von etwa 105.000 Lichtjahren. Vom Sonnensystem aus entfernt sich die Galaxie mit einer errechneten Radialgeschwindigkeit von näherungsweise 2.000 Kilometern pro Sekunde.
Gemeinsam mit PGC 57350 und PGC 1175364 bildet sie das Galaxientrio Holm 729.
Das Objekt wurde am 3. Mai 1786 von Wilhelm Herschel mit einem 18,7-Zoll-Spiegelteleskop entdeckt, der sie dabei mit „cF, iF, resolvable, 5′ long, 3′ broad“ beschrieb.

## Lyons Groups of GalaxiesLGG 404
| Galaxie   | Alternativname | Entfernung/Mio. Lj |
| --------- | -------------- | ------------------ |
| NGC 6070  | PGC 57345      | 92                 |
| PGC 57582 | UGC 10288      | 94                 |
| PGC 57590 | UGC 10290      | 91                 |

## Galaktisches Umfeld
| Nr. | Galaxie                 | Alternativname               | Rek           | Dek           | Distanz/asec |
| --- | ----------------------- | ---------------------------- | ------------- | ------------- | ------------ |
| →   | NGC 6070                | PGC 57345                    | 16h09m58.69s  | +00d42m33.5s  | 0            |
| 1   | LEDA/PGC 1174551        | GALEXASC J161010.70+004510.5 | 16h10m10.586s | +00d45m12.44s | 239.14       |
| 2   | LEDA/PGC 1175198        | 2MASX J16095968+0046385      | 16h09m59.697s | +00d46m37.60s | 245.72       |
| 3   | LEDA/PGC 1175364        | 2MASX J16101209+0047011      | 16h10m12.071s | +00d47m01.15s | 334.99       |
| 4   | LEDA/PGC 1177192        | NSA 4008                     | 16h09m51.953s | +00d50m56.91s | 513.59       |
| 5   | LEDA/PGC 1177498        | NSA 4009                     | 16h10m01.518s | +00d51m38.70s | 547.02       |
| 6   | LEDA/PGC 1171553        | 2MASX J16104167+0038445      | 16h10m41.646s | +00d38m44.26s | 683.83       |
| 7   | 2MASX J16090866+0050128 | WISEA J160908.66+005012.3    | 16h09m08.669s | +00d50m12.29s | 879.61       |